# Philadelphia Saving Fund Society Buiding
(Leonardo Benevolo, 1960)
Il Philadelphia Saving Fund Society Building (ora conosciuto come Loews Philadelphia Hotel), è un grattacielo situato a Center City, Filadelfia in Pennsylvania. Monumento storico nazionale, iscritto al National Register of Historic Places, l'edificio è stato forse il primo grattacielo ad essere stato costruito seguendo i dettami strutturali ed estetici dell'international style costruito negli Stati Uniti. È stato costruito per la Society Fund di Philadelphia Saving nel 1932 ed è stato progettato dagli architetti George Howe e William Lescaze.